# George Pataki
George Pataki (født 24. juni 1945) er en amerikansk politiker. Han var guvernør i delstaten New York mellem 1995 og 2006. Pataki repræsenterer det republikanske parti.
Pataki uddannede sig først på Yale University, og tog senere en juridisk doktorgrad på Colombia University. 
I 1981 gik Pataki ind i politikken, da han blev valgt til borgmester i byen Peekskill. Fra 1985 sad han i delstatens underhus, før han i 1993 blev valgt ind i senatet. Han var guvernør i New York i tre perioder fra 1995 til 2006. Mange regner Pataki som en kandidat til præsidentvalget i 2008 selv om han ikke formelt har sagt at han er kandidat.